# 滇魔芋
滇魔芋（学名：Amorphophallus yunnanensis）是天南星科魔芋属的植物。分布在泰国北部以及中国大陆的贵州、广西、云南等地，生长于海拔200米至2,000米的地区，多生于山坡密林下或河谷疏林荒地。
其种加词 yunnanensis 意为“云南的”。

## 别名
岩芋（贵州罗甸）